# Nicol Williamson
Nicol Williamson (Hamilton, South Lanarkshire, 14 de septiembre de 1936 - Ámsterdam, Países Bajos, 16 de diciembre de 2011) fue un actor escocés, definido según el escritor John Osborne como "el mejor actor desde Marlon Brando".
Debutó en 1961 en Londres en la producción de Tony Richardson de A Midsummer Night's Dream. Se consagró en 1964 en Inadmisible evidencia de John Osborne. En 1968, fue Hamlet dirigida por Tony Richardson, con sir Anthony Hopkins y Marianne Faithfull. Por este papel, recibió el Premio a la Interpretación.
En 1976 encarnó al detective Sherlock Holmes en la película The Seven-Per-Cent Solution.
Ese mismo año desempeñó el papel de Little John en Robin y Marian de Richard Lester.
En 1981 fue Merlín en Excalibur, de John Boorman, con Helen Mirren.
En 1985 fue Rey de Nomo en Oz, un mundo fantástico. 
Se casó en 1971 con la actriz Jill Townsend, tuvieron a su hijo Luke y se divorciaron en 1977.

## Premios
Festival Internacional de Cine de San Sebastián
| Año  | Categoría                      | Película             | Resultado |
| ---- | ------------------------------ | -------------------- | --------- |
| 1969 | Concha de Plata al mejor actor | Risa en la oscuridad | Ganador   |

Nicol Williamson fue tres veces nominado para los Premios BAFTA, y dos para los Premios Tony.
En los años 1969 y 1974 obtuvo el Premio a la Interpretación por sus papeles en las obras Hamlet y Tío Vania, respectivamente.